# St. Matthäus (Lohrhaupten)

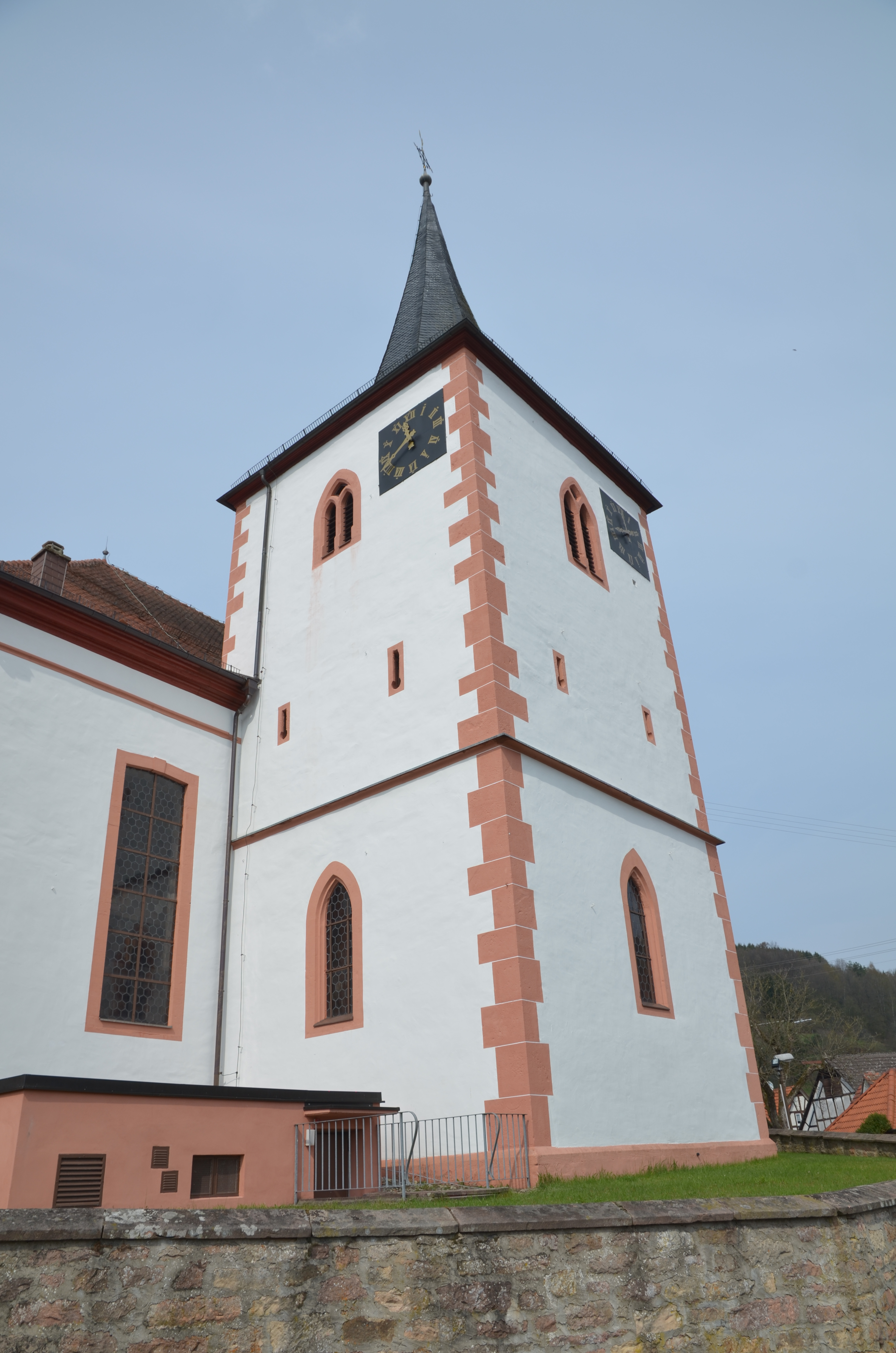
St. Matthäus (Lohrhaupten)

Die Evangelische Kirche St. Matthäus ist ein denkmalgeschütztes Kirchengebäude, das in Lohrhaupten steht, einem Ortsteil der Gemeinde Flörsbachtal im Main-Kinzig-Kreis in Hessen. Die Kirche gehört zur Kirchengemeinde Lohrhaupten-Lettgenbrunn im Kirchenkreis Kinzigtal im Sprengel Hanau-Hersfeld der Evangelischen Kirche von Kurhessen-Waldeck.

## Beschreibung
Die barocke Querkirche wurde 1765 erbaut. An der östlichen Seite des Langhauses steht der ehemalige Chorturm des Vorgängerbaus aus dem 13. Jahrhundert, der auf Grund seiner Schießscharten einer Wehrkirche zuzurechnen ist. Das Erdgeschoss des Turms ist mit einem Kreuzrippengewölbe überspannt, der Innenraum des Langhauses mit einem Spiegelgewölbe. 
Emporen befinden sich an drei Seiten, die westliche Längsseite hat keine. Hier steht die Kanzel, davor in der Raummitte der Altar in einem Paradieses, das von einem Geländern aus Balustern umrahmt ist. Die Orgel mit 16 Registern, zwei Manualen und einem Pedal wurde 1904 von G. F. Steinmeyer & Co. gebaut.